# Allium feinbergii
Allium feinbergii — вид рослин з родини амарилісових (Amaryllidaceae); ендемік гори Гермон.

## Поширення
Ендемік гори Гермон — східний Ліван, західна Сирія, північний Ізраїль.
Вид зростає серед субальпійської рослинності, що зазвичай виникає з компактних колючих чагарників. Росте скелястих схилах.

## Загрози
Гірськолижні райони та військове будівництво можуть вплинути на населення на півдні гори. Зміна клімату вплине на гірське середовище, однак вплив непевний.